# Myron H. Clark
Myron Holley Clark (ur. 23 października 1806 w Naples, zm. 23 sierpnia 1892 w Canandaigua) – amerykański polityk, członek Partii Wigów, a następnie Partii Republikańskiej.

## Działalność polityczna
Od 1852 do 1854 zasiadał w New York State Senate. W okresie od 1 stycznia 1855 do 31 grudnia 1856 był gubernatorem Nowego Jorku.